# AHL 2005/06
Die Saison 2005/06 war die 70. reguläre Saison der American Hockey League (AHL). Die reguläre Saison begann am 5. Oktober 2005 und endete am 16. April 2006. In der Zeit bestritten die 27 Teams der Liga je 80 Begegnungen. Die Playoffs begannen am 18. April.
Zum 70-jährigen Jubiläum der AHL gab die Liga am 6. Januar 2006 die ersten Neuaufnahmen in die neue AHL Hall of Fame bekannt. Die Neuaufnahmen waren Johnny Bower, Jack Arlington Butterfield, Jody Gage, Fred Glover, Willie Marshall, Frank Mathers und Eddie Shore.
Am 1. Februar 2006 fand das 19. AHL All-Star Classic statt, das zwischen einem kanadischen All-Star Team und dem Team PlanetUSA, bestehend aus US-amerikanischen und internationalen Spielern, ausgetragen wurde. Austragungsort war das MTS Centre in Winnipeg, Manitoba. Das kanadische All-Star Team gewann mit 21:12.

## Teamänderungen
Folgende Änderungen wurden vor Beginn der Saison vorgenommen:
- Die Cincinnati Mighty Ducks stellten ihre Geschäfte ein und verließen bis auf Weiteres die Liga.
- Die Edmonton Road Runners stellten ihre Geschäfte ein und verließen bis auf Weiteres die Liga.
- Die Utah Grizzlies stellten ihre Geschäfte ein und verließen bis auf Weiteres die Liga.
- Die ruhenden Saint John Flames nahmen ihre Geschäfte wieder auf und sind als Omaha Ak-Sar-Ben Knights in die West Division eingegliedert worden.
- Die ruhenden Louisville Panthers nahmen ihre Geschäfte wieder auf und sind als Iowa Stars in die West Division eingegliedert worden.
- Die St. John’s Maple Leafs wurden nach Toronto, Ontario, umgesiedelt und in Toronto Marlies umbenannt.
- Die Worcester IceCats wurden nach Peoria, Illinois, umgesiedelt und in Peoria Rivermen umbenannt. Sie spielen fortan in der West Division.
- Die Albany River Rats wurden von der East Division in die Atlantic Division verlegt.
- Die Grand Rapids Griffins wurden von der West Division in die North Division verlegt.

## Regeländerungen
Für die Saison wurden in der National Hockey League Regeländerungen vorgenommen, um das Spiel schneller und vor allem torreicher zu machen, die von der AHL übernommen wurden:
- Der 2-Linienpass wurde abgeschafft.
- Die Fläche der Torwartausrüstung wurde verkleinert.
- Die Neutrale Zone wurde um etwa 120 Zentimeter (4 Fuß) verkleinert, wobei die Torlinie 60 Zentimeter (2 Fuß) näher an die Bande gerückt wurde.
- Spieler, die in den letzten 5 Spielminuten eine Rauferei anzetteln, bekommen eine Spieldauerdisziplinarstrafe, werden für das nächste Spiel gesperrt und die Mannschaft erhält eine Geldstrafe.
- Die Schiedsrichter sind mit einem Headset ausgerüstet, um Strafen etc. über das Lautsprechersystem im Stadion durchzugeben.
- Vergehen wie Haken, Crosscheck und Behinderung werden strikter geahndet.
- Eine Mannschaft, die einen unerlaubten Weitschuss (Icing) verursacht, darf in der daraus resultierenden Spielunterbrechung keinen Spielerwechsel vornehmen. So soll verhindert werden, dass eine Mannschaft ein Icing provoziert, um eine Gelegenheit für einen Spielerwechsel zu bekommen.
- Jeder Spieler, der den Puck aus der eigenen Verteidigungszone, ohne das dieser abgefälscht wird, über die Plexiglas-Umrandung schießt, wird mit einer Spielverzögerungsstrafe belegt.

## Reguläre Saison

### Abschlusstabellen
Abkürzungen: GP = Spiele, W = Siege, L = Niederlagen, OTL = Niederlage nach Overtime, SOL = Niederlage nach Shootout, GF = Erzielte Tore, GA = Gegentore, Pts = Punkte

Erläuterungen: In Klammern befindet sich die Platzierung innerhalb der Conference.

#### Eastern Conference
| Atlantic Division         | GP | W  | L  | OTL | SOL | GF  | GA  | Pts |
| ------------------------- | -- | -- | -- | --- | --- | --- | --- | --- |
| Portland Pirates (1)      | 80 | 53 | 19 | 5   | 3   | 306 | 241 | 114 |
| Hartford Wolf Pack (3)    | 80 | 48 | 24 | 2   | 6   | 292 | 241 | 104 |
| Manchester Monarchs (6)   | 80 | 43 | 30 | 3   | 4   | 236 | 230 | 93  |
| Providence Bruins (7)     | 80 | 43 | 31 | 1   | 5   | 254 | 217 | 92  |
| Lowell Lock Monsters (11) | 80 | 29 | 37 | 6   | 8   | 222 | 257 | 72  |
| Springfield Falcons (12)  | 80 | 28 | 43 | 3   | 6   | 220 | 312 | 65  |
| Albany River Rats (13)    | 80 | 25 | 48 | 4   | 3   | 206 | 278 | 57  |

| East Division                      | GP | W  | L  | OTL | SOL | GF  | GA  | Pts |
| ---------------------------------- | -- | -- | -- | --- | --- | --- | --- | --- |
| Wilkes-Barre/Scranton Penguins (2) | 80 | 51 | 18 | 5   | 6   | 249 | 178 | 113 |
| Hershey Bears (4)                  | 80 | 44 | 21 | 5   | 10  | 262 | 234 | 103 |
| Norfolk Admirals (5)               | 80 | 43 | 29 | 4   | 4   | 259 | 246 | 94  |
| Bridgeport Sound Tigers (8)        | 80 | 38 | 33 | 6   | 3   | 246 | 253 | 85  |
| Binghamton Senators (9)            | 80 | 35 | 37 | 4   | 4   | 258 | 295 | 78  |
| Philadelphia Phantoms (10)         | 80 | 34 | 37 | 2   | 7   | 197 | 232 | 77  |

#### Western Conference
| North Division            | GP | W  | L  | OTL | SOL | GF  | GA  | Pts |
| ------------------------- | -- | -- | -- | --- | --- | --- | --- | --- |
| Grand Rapids Griffins (1) | 80 | 55 | 20 | 10  | 4   | 323 | 247 | 115 |
| Syracuse Crunch (4)       | 80 | 47 | 25 | 5   | 3   | 272 | 251 | 102 |
| Manitoba Moose (6)        | 80 | 44 | 24 | 7   | 5   | 243 | 217 | 100 |
| Toronto Marlies (7)       | 80 | 41 | 29 | 6   | 4   | 270 | 263 | 92  |
| Rochester Americans (11)  | 80 | 37 | 39 | 2   | 2   | 261 | 270 | 78  |
| Hamilton Bulldogs (12)    | 80 | 35 | 41 | 0   | 4   | 225 | 251 | 74  |
| Cleveland Barons (13)     | 80 | 27 | 48 | 2   | 3   | 210 | 302 | 59  |

| West Division                 | GP | W  | L  | OTL | SOL | GF  | GA  | Pts |
| ----------------------------- | -- | -- | -- | --- | --- | --- | --- | --- |
| Milwaukee Admirals (2)        | 80 | 49 | 21 | 6   | 4   | 268 | 234 | 108 |
| Houston Aeros (3)             | 80 | 50 | 24 | 3   | 3   | 285 | 242 | 106 |
| Peoria Rivermen (5)           | 80 | 46 | 26 | 3   | 5   | 253 | 226 | 100 |
| Iowa Stars (8)                | 80 | 41 | 31 | 1   | 7   | 238 | 228 | 90  |
| Chicago Wolves (9)            | 80 | 36 | 32 | 4   | 8   | 278 | 275 | 84  |
| Omaha Ak-Sar-Ben Knights (10) | 80 | 35 | 31 | 3   | 11  | 206 | 221 | 84  |
| San Antonio Rampage (14)      | 80 | 23 | 50 | 3   | 4   | 153 | 251 | 53  |

### Beste Scorer
Abkürzungen: GP = Spiele, G = Tore, A = Assists, Pts = Punkte, +/- = Plus/Minus, PIM = Strafminuten; Fett: Saisonbestwert
| Spieler            | Team         | GP | G  | A  | Pts | +/- | PIM |
| ------------------ | ------------ | -- | -- | -- | --- | --- | --- |
| Kirby Law          | Houston      | 80 | 43 | 67 | 110 | +16 | 95  |
| Erik Westrum       | Houston      | 71 | 34 | 64 | 98  | +11 | 138 |
| Jiří Hudler        | Grand Rapids | 76 | 36 | 60 | 96  | +5  | 56  |
| Patrick O’Sullivan | Houston      | 78 | 47 | 46 | 93  | +5  | 64  |
| Darren Haydar      | Milwaukee    | 80 | 35 | 57 | 92  | −2  | 50  |
| Denis Hamel        | Binghamton   | 77 | 56 | 35 | 91  | −5  | 65  |
| Donald MacLean     | Grand Rapids | 76 | 56 | 32 | 88  | +18 | 63  |
| Brad Smyth         | Hartford     | 80 | 34 | 52 | 86  | +16 | 69  |
| Ryan Shannon       | Portland     | 71 | 27 | 59 | 86  | +30 | 44  |
| Keith Aucoin       | Lowell       | 72 | 29 | 56 | 85  | −8  | 68  |

### Beste Torhüter
Abkürzungen: GP = Spiele; TOI = Eiszeit (in Minuten); W = Siege; L = Niederlagen; OTL = Overtime/Shootout-Niederlagen; GA = Gegentore; SO = Shutouts; Sv% = gehaltene Schüsse (in %); GAA = Gegentorschnitt; Fett: Saisonbestwert
| Spieler           | Team         | GP | TOI  | W  | L  | OTL | GA  | SO | Sv%  | GAA  |
| ----------------- | ------------ | -- | ---- | -- | -- | --- | --- | -- | ---- | ---- |
| Dany Sabourin     | Wilkes-Barre | 49 | 2943 | 30 | 14 | 4   | 111 | 4  | .922 | 2.26 |
| Wade Flaherty     | Manitoba     | 49 | 2822 | 26 | 17 | 4   | 113 | 6  | .919 | 2.40 |
| Brent Krahn       | Omaha        | 57 | 3241 | 26 | 20 | 9   | 135 | 3  | .912 | 2.50 |
| Mike Smith        | Iowa         | 50 | 3000 | 25 | 19 | 6   | 125 | 3  | .917 | 2.50 |
| Curtis McElhinney | Omaha        | 33 | 1619 | 9  | 14 | 2   | 68  | 3  | .912 | 2.52 |

## Calder Cup Playoffs

### Playoff-Baum
|  | Division Semifinals | Division Semifinals     | Division Semifinals |                    |                                | Division Finals | Division Finals    | Division Finals |  |  | Conference Finals | Conference Finals | Conference Finals |  |  | Calder Cup Finals | Calder Cup Finals | Calder Cup Finals |
|  |                     |                         |                     |                    |                                |                 |                    |                 |  |  |                   |                   |                   |  |  |                   |                   |                   |
|  | A1                  | Portland Pirates        | 4                   |                    |                                |                 |                    |                 |  |  |                   |                   |                   |  |  |                   |                   |                   |
|  | A4                  | Providence Bruins       | 2                   |                    |                                |                 |                    |                 |  |  |                   |                   |                   |  |  |                   |                   |                   |
|  | A4                  | Providence Bruins       | 2                   | A1                 | Portland Pirates               | 4               |                    |                 |  |  |                   |                   |                   |  |  |                   |                   |                   |
|  |                     |                         |                     | A1                 | Portland Pirates               | 4               |                    |                 |  |  |                   |                   |                   |  |  |                   |                   |                   |
|  |                     |                         | A2                  | Hartford Wolf Pack | 2                              |                 |                    |                 |  |  |                   |                   |                   |  |  |                   |                   |                   |
|  | A3                  | Hartford Wolf Pack      | A2                  | Hartford Wolf Pack | 2                              | 4               |                    |                 |  |  |                   |                   |                   |  |  |                   |                   |                   |
|  | A3                  | Hartford Wolf Pack      |                     |                    |                                | 4               |                    |                 |  |  |                   |                   |                   |  |  |                   |                   |                   |
|  | A2                  | Manchester Monarchs     | 3                   |                    |                                |                 |                    |                 |  |  |                   |                   |                   |  |  |                   |                   |                   |
|  | A2                  | Manchester Monarchs     | 3                   | A                  | Portland Pirates               | 3               |                    |                 |  |  |                   |                   |                   |  |  |                   |                   |                   |
|  |                     |                         |                     | A                  | Portland Pirates               | 3               | Eastern Conference |                 |  |  |                   |                   |                   |  |  |                   |                   |                   |
|  |                     | E                       | Hershey Bears       | 4                  |                                |                 |                    |                 |  |  |                   |                   |                   |  |  |                   |                   |                   |
|  | E1                  | E                       | Hershey Bears       | 4                  | Wilkes-Barre/Scranton Penguins | 4               |                    |                 |  |  |                   |                   |                   |  |  |                   |                   |                   |
|  | E1                  |                         |                     |                    | Wilkes-Barre/Scranton Penguins | 4               |                    |                 |  |  |                   |                   |                   |  |  |                   |                   |                   |
|  | E4                  | Bridgeport Sound Tigers | 3                   |                    |                                |                 |                    |                 |  |  |                   |                   |                   |  |  |                   |                   |                   |
|  | E4                  | Bridgeport Sound Tigers | 3                   | E1                 | Wilkes-Barre/Scranton Penguins | 0               |                    |                 |  |  |                   |                   |                   |  |  |                   |                   |                   |
|  |                     |                         |                     | E1                 | Wilkes-Barre/Scranton Penguins | 0               |                    |                 |  |  |                   |                   |                   |  |  |                   |                   |                   |
|  |                     |                         | E2                  | Hershey Bears      | 4                              |                 |                    |                 |  |  |                   |                   |                   |  |  |                   |                   |                   |
|  | E2                  | Hershey Bears           | E2                  | Hershey Bears      | 4                              | 4               |                    |                 |  |  |                   |                   |                   |  |  |                   |                   |                   |
|  | E2                  | Hershey Bears           |                     |                    |                                |                 |                    |                 |  |  |                   |                   |                   |  |  |                   |                   |                   |
|  | E3                  | Norfolk Admirals        | 0                   |                    |                                |                 |                    |                 |  |  |                   |                   |                   |  |  |                   |                   |                   |
|  | E3                  | Norfolk Admirals        | 0                   | E                  | Hershey Bears                  | 4               |                    |                 |  |  |                   |                   |                   |  |  |                   |                   |                   |
|  |                     |                         |                     |                    |                                |                 |                    |                 |  |  |                   |                   |                   |  |  |                   |                   |                   |
|  |                     | W                       | Milwaukee Admirals  | 2                  |                                |                 |                    |                 |  |  |                   |                   |                   |  |  |                   |                   |                   |
|  | N1                  | W                       | Milwaukee Admirals  | 2                  | Grand Rapids Griffins          | 4               |                    |                 |  |  |                   |                   |                   |  |  |                   |                   |                   |
|  | N1                  |                         |                     |                    | Grand Rapids Griffins          | 4               |                    |                 |  |  |                   |                   |                   |  |  |                   |                   |                   |
|  | N4                  | Toronto Marlies         | 1                   |                    |                                |                 |                    |                 |  |  |                   |                   |                   |  |  |                   |                   |                   |
|  | N4                  | Toronto Marlies         | 1                   | N1                 | Grand Rapids Griffins          | 4               |                    |                 |  |  |                   |                   |                   |  |  |                   |                   |                   |
|  |                     |                         |                     | N1                 | Grand Rapids Griffins          | 4               |                    |                 |  |  |                   |                   |                   |  |  |                   |                   |                   |
|  |                     |                         | N3                  | Manitoba Moose     | 3                              |                 |                    |                 |  |  |                   |                   |                   |  |  |                   |                   |                   |
|  | N2                  | Syracuse Crunch         | N3                  | Manitoba Moose     | 3                              | 2               |                    |                 |  |  |                   |                   |                   |  |  |                   |                   |                   |
|  | N2                  | Syracuse Crunch         |                     |                    |                                | 2               |                    |                 |  |  |                   |                   |                   |  |  |                   |                   |                   |
|  | N3                  | Manitoba Moose          | 4                   |                    |                                |                 |                    |                 |  |  |                   |                   |                   |  |  |                   |                   |                   |
|  | N3                  | Manitoba Moose          | 4                   | N                  | Grand Rapids Griffins          | 0               |                    |                 |  |  |                   |                   |                   |  |  |                   |                   |                   |
|  |                     |                         |                     | N                  | Grand Rapids Griffins          | 0               | Western Conference |                 |  |  |                   |                   |                   |  |  |                   |                   |                   |
|  |                     | W                       | Milwaukee Admirals  | 4                  |                                |                 |                    |                 |  |  |                   |                   |                   |  |  |                   |                   |                   |
|  | W1                  | W                       | Milwaukee Admirals  | 4                  | Milwaukee Admirals             | 4               |                    |                 |  |  |                   |                   |                   |  |  |                   |                   |                   |
|  | W1                  |                         |                     |                    |                                |                 |                    |                 |  |  |                   |                   |                   |  |  |                   |                   |                   |
|  | W4                  | Iowa Stars              | 3                   |                    |                                |                 |                    |                 |  |  |                   |                   |                   |  |  |                   |                   |                   |
|  | W4                  | Iowa Stars              | 3                   | W1                 | Milwaukee Admirals             | 4               |                    |                 |  |  |                   |                   |                   |  |  |                   |                   |                   |
|  |                     |                         |                     | W1                 | Milwaukee Admirals             | 4               |                    |                 |  |  |                   |                   |                   |  |  |                   |                   |                   |
|  |                     |                         | W2                  | Houston Aeros      | 0                              |                 |                    |                 |  |  |                   |                   |                   |  |  |                   |                   |                   |
|  | W2                  | Houston Aeros           | W2                  | Houston Aeros      | 0                              | 4               |                    |                 |  |  |                   |                   |                   |  |  |                   |                   |                   |
|  | W2                  | Houston Aeros           |                     |                    |                                |                 |                    |                 |  |  |                   |                   |                   |  |  |                   |                   |                   |
|  | W3                  | Peoria Rivermen         | 0                   |                    |                                |                 |                    |                 |  |  |                   |                   |                   |  |  |                   |                   |                   |

### Calder-Cup-Sieger
| Calder-Cup-Sieger Hershey Bears | Torhüter: Frédéric Cassivi, Kirk Daubenspeck Verteidiger: Dean Arsene, Jakub Čutta, Deryk Engelland, Jean-François Fortin, Mike Green, Lawrence Nycholat, Jeff Schultz, Tyler Sloan, Jeff State, Martin Wilde, Mark Wotton Angreifer: Jared Aulin, Kris Beech, Chris Bourque, Doug Doull, Eric Fehr, Tomáš Fleischmann, Colin Forbes, Owen Fussey, Boyd Gordon, Jonas Johansson, Boyd Kane, Jakub Klepiš, Brooks Laich, Graham Mink, Louis Robitaille, Dave Steckel, Joey Tenute Cheftrainer: Bruce Boudreau General Manager: Doug Yingst |

### Beste Scorer
Abkürzungen: GP = Spiele, G = Tore, A = Assists, Pts = Punkte, +/- = Plus/Minus, PIM = Strafminuten; Fett: Playoffbestwert
| Spieler           | Team         | GP | G  | A  | Pts | +/- | PIM |
| ----------------- | ------------ | -- | -- | -- | --- | --- | --- |
| Darren Haydar     | Milwaukee    | 21 | 18 | 17 | 35  | +7  | 18  |
| Tomáš Fleischmann | Hershey      | 20 | 11 | 21 | 32  | +14 | 15  |
| Zenon Konopka     | Portland     | 19 | 11 | 18 | 31  | +11 | 46  |
| Kris Beech        | Hershey      | 21 | 14 | 14 | 28  | +11 | 30  |
| Simon Gamache     | Milwaukee    | 21 | 12 | 16 | 28  | +11 | 22  |
| Ryan Shannon      | Portland     | 19 | 11 | 11 | 22  | +5  | 8   |
| Jiří Hudler       | Grand Rapids | 16 | 6  | 16 | 22  | −1  | 20  |
| Shane O’Brien     | Portland     | 19 | 6  | 16 | 22  | +3  | 81  |
| Pierre Parenteau  | Portland     | 19 | 5  | 17 | 22  | +13 | 24  |
| Graham Mink       | Hershey      | 21 | 8  | 13 | 21  | +9  | 29  |

### Beste Torhüter
Abkürzungen: GP = Spiele; TOI = Eiszeit (in Minuten); W = Siege; L = Niederlagen; OTL = Overtime/Shootout-Niederlagen; GA = Gegentore; SO = Shutouts; Sv% = gehaltene Schüsse (in %); GAA = Gegentorschnitt; Fett: Playoffbestwert
| Spieler          | Team         | GP | TOI  | W  | L | OTL | GA | SO | Sv%  | GAA  |
| ---------------- | ------------ | -- | ---- | -- | - | --- | -- | -- | ---- | ---- |
| Drew MacIntyre   | Grand Rapids | 5  | 260  | 3  | 1 | –   | 7  | 0  | .940 | 1.62 |
| Al Montoya       | Hartford     | 5  | 257  | 2  | 1 | –   | 8  | 1  | .932 | 1.87 |
| Wade Flaherty    | Manitoba     | 12 | 675  | 7  | 5 | –   | 23 | 0  | .923 | 2.04 |
| Frédéric Cassivi | Hershey      | 21 | 1316 | 16 | 5 | –   | 46 | 4  | .931 | 2.10 |
| Dany Sabourin    | Wilkes-Barre | 6  | 362  | 2  | 4 | –   | 13 | 1  | .927 | 2.16 |

## Vergebene Trophäen

### Mannschaftstrophäen
| Auszeichnung                                                     | Team                           |
| ---------------------------------------------------------------- | ------------------------------ |
| Calder Cup Gewinner der AHL-Playoffs                             | Hershey Bears                  |
| Richard F. Canning Trophy Gewinner des Eastern Conference-Finale | Hershey Bears                  |
| Robert W. Clarke Trophy Gewinner des Western Conference-Finale   | Milwaukee Admirals             |
| Macgregor Kilpatrick Trophy Bestes Team der Regulären Saison     | Grand Rapids Griffins          |
| Frank S. Mathers Trophy Bestes Team der Eastern Conference       | Portland Pirates               |
| Norman R. „Bud“ Poile Trophy Bestes Team der Western Conference  | Grand Rapids Griffins          |
| Emile Francis Trophy Bestes Team der Atlantic Division           | Portland Pirates               |
| F.G. „Teddy“ Oke Trophy Bestes Team der East Division            | Wilkes-Barre/Scranton Penguins |
| Sam Pollock Trophy Bestes Team der North Division                | Grand Rapids Griffins          |
| John D. Chick Trophy Bestes Team der West Division               | Milwaukee Admirals             |

### Spielertrophäen
| Auszeichnung                                                                                                   | Spieler            | Team                           |
| --- | ------------------ | ------------------------------ |
| Les Cunningham Award MVP der Regulären Saison                                                                  | Donald MacLean     | Grand Rapids Griffins          |
| John B. Sollenberger Trophy Bester Scorer                                                                      | Kirby Law          | Houston Aeros                  |
| Willie Marshall Award Bester Torschütze                                                                        | Denis Hamel        | Binghamton Senators            |
| Willie Marshall Award Bester Torschütze                                                                        | Donald MacLean     | Grand Rapids Griffins          |
| Dudley „Red“ Garrett Memorial Award Bester Rookie                                                              | Patrick O’Sullivan | Houston Aeros                  |
| Eddie Shore Award Bester Verteidiger                                                                           | Andy Delmore       | Syracuse Crunch                |
| Aldege „Baz“ Bastien Memorial Award Bester Torhüter                                                            | Dany Sabourin      | Wilkes-Barre/Scranton Penguins |
| Harry „Hap“ Holmes Memorial Award Torhüter mit dem geringsten Gegentorschnitt                                  | Dany Sabourin      | Wilkes-Barre/Scranton Penguins |
| Louis A. R. Pieri Memorial Award Bester Trainer                                                                | Kevin Dineen       | Portland Pirates               |
| Fred T. Hunt Memorial Award Für den Spieler, der durch Fairness, Einsatz und Hingabe herausragt                | Mark Cullen        | Norfolk Admirals               |
| Yanick Dupré Memorial Award Für den Spieler, der sich durch besonderen Einsatz in der Gesellschaft auszeichnet | Mitch Fritz        | Springfield Falcons            |
| Jack A. Butterfield Trophy MVP der Calder-Cup-Playoffs                                                         | Frédéric Cassivi   | Hershey Bears                  |